# Rates talp
Les rates talp (Bathyergidae) són rosegadors excavadors de l'infraordre dels histricògnats. Representen una evolució distinta d'un mode de vida subterrani entre els rosegadors, semblant als geòmids de Nord-amèrica, els tuco-tucos de Sud-amèrica, o els muroïdeus excavadors.